# Чурчич, Мирослав
Мирослав Чурчич (серб. Мирослав Ћурчић; 22 марта 1962, Меленци, Воеводина — 10 августа 2017, Германия) — югославский футболист, играл на позиции нападающего.

## Биография

### Игровая карьера
Начал игровую карьеру в «Нови-Сад», за которую играл в течение двух сезонов. В 1984 году Чурчич стал игроком «Воеводина», за которую играл в течение четырёх сезонов.
Затем он стал игроком бельгийского «Антверпена», где отыграл один сезон. В последующие годы играл за Португалии за «Фаренсе», «Белененсеш» и «Эшторил». Завершил карьеру игрока в Германии в клубе «Эгельсбах» в 1996 году.

### Тренерская карьера
В 2003 году работал исполняющим обязанности главного тренера в «Воеводине».

### Смерть
Скончался 10 августа 2017 года в Вюрцбурге в возрасте 55 лет после продолжительной болезни.